# Ivo Bolčina
Ivo (Ivan) Bolčina, slovenski prosvetni delavec, * 22. november 1932, Podgora, Gorica, † 23. december 2008, Gorica.

## Življenje
Končal je učiteljišče v Gorici (1951) in bil gojenec Glasbene matice v Trstu. Kot učitelj glasbenega pouka je služboval na slovenski nižji srednji šoli v Gorici (1955-69), od 1970 dalje pa je bil učitelj na osnovni šoli v Štandrežu. V javnem življenju je sodeloval kot tajnik pri goriški Zvezi slovenske katoliške prosvete (1959-62), bil predsednik Slovenskega katoliškega prosvetnega društva Mirko Filej (1962-64) in tajnik šolskega odbora (1959-61). Uveljavil pa se je tudi  kot zborovodja pevskega zbora Lojze Bratuž v Gorici in zbora Soški fantje v Podgori. V Gorici je leta 1970 ustanovil in vodil mladinski zbor Kekec. Pripravil je nekaj zborovskih priredb in zložil nekaj skladb za mešane (Velikonočna, Svetonočna), mladinske (Trije srajčniki, Kekčevo kolo) in moške zbore (Domorodne I., Domorodne II.)